# Triplophysa marmorata
Triplophysa marmorata är en fiskart som först beskrevs av Heckel, 1838.  Triplophysa marmorata ingår i släktet Triplophysa och familjen grönlingsfiskar. Inga underarter finns listade i Catalogue of Life.